# شیر (فیلم ۲۰۰۶)
«شیر» (انگلیسی: Lion (2006 film)) یک فیلم است که در سال ۲۰۰۶ منتشر شد.